# Артур Скедль
Артур Скедль (* 9 липня 1860, м. Грац, Австрійська імперія — дані відсутні) — доктор права, громадський діяч, ректор Чернівецького університету у 1898-1899 навчальних роках, Почесний громадянин Чернівців

## Біографія
Гімназію закінчив у рідному місті.
Вищу освіту здобув у Грацькому університеті.
Навчання продовжив в університетах Лейпцига й Берліна.
В 1881 році став доктором права.
На підставі конкурсної роботи «Правильність оскарження в його історичному розвитку» у 1887 році запрошений позаштатним професором цивільно-процесуального права до Чернівецького університету, а за цісарським розпорядженням від 17 жовтня 1891 року отримав посаду штатного професора цього університету.
А. Скедль провадив активну наукову, навчальну і громадську діяльність в Чернівецькому університеті: був членом історико-правової державної екзаменаційної комісії, керівником науково-правового семінару.
Протягом 1893-1894 навчального року працював деканом юридичного факультету.
На 1898-1899 навчальний рік обраний ректором Чернівецького університету.
З 1899 року — депутат громадської ради Чернівців, з 1900 року — депутат крайового сейму Буковини.
За активну громадську діяльність на благо міста Артуру Скедлю в 1909 році надано звання Почесного громадянина міста Чернівці.
Ось тут трохи інша біографія: https://cs.wikipedia.org/wiki/Artur_Skedl [Архівовано 8 лютого 2020 у Wayback Machine.]

## Основні наукові праці[4]
- «Питання організації суду» (1892);
- «Соціальне значення нового закону про цивільний процес» (1898).